# Maxmilian von Merveldt
Maxmilian hrabě von Merveldt (29. července 1764 Münster – 5. července 1815 Londýn) byl rakouský generál a diplomat původem z Vestfálska.

## Vojenská kariéra
Jako třináctiletý se stal kadetem, v sedmnácti letech byl důstojníkem švališérského pluku na hranici s Osmanskou říší. Za rakousko-turecké války byl povýšen na majora (1790) a působil ve štábu maršála Laudona. Podílel se na porážce povstání v Rakouském Nizozemí, poté se stal členem Řádu německých rytířů. Po roce stráveném v Bonnu se vrátil k armádě, kde sloužil jako pobočník generála prince Josiase Sasko-Koburského.
V čele dvou granátnických praporů zastavil francouzský útok na pravou část postavení rakouské armády v bitvě u Neerwinden, za což byl povýšen na podplukovníka (1793) a jmenován do generálního štábu. Navíc obdržel Vojenský řád Marie Terezie. Za společného anglicko-rakouského tažení ve Flandrech působil ve štábu vévody z Yorku. Úspěšně se zúčastnil bitvy u Famars, dařilo se mu i během obléhání Valenciennes. Po bitvě u Landrecy z 22. dubna 1796, kde velel pravému křídlu, byl povýšen na plukovníka. Následně se ujal velení nad švališérským plukem Karaczay, s nímž se účastnil bitvy u Wetzlaru.
Generálmajorské hodnosti se von Merveldt dočkal za útok na Uckerath. V roce 1797 byl převelen do Itálie, kde byl k ruce hraběti Bellegardemu při vyjednávání příměří. V další válce proti Francii v roce 1799 sloužil pod arcivévodou Karlem Ludvíkem. V červnu velel brigádě u Offenburku, za což obdržel hodnost polního podmaršálka. Po uzavření míru byl pověřen diplomatickými úkoly v Berlíně. V třetí koaliční válce proti Francii nahradil jako velitel sboru generála von Kienmayera, byl však poražen Davoutem u Mariazell a následně se musel stáhnout do Uher. Nepodařilo se mu spojit s hlavními rakouskými silami a díky tomu se nemohl zúčastnit rozhodující bitvy u Slavkova.
V letech 1806–1808 byl rakouským velvyslancem v ruském Petrohradu. Již roku 1808 ale nastoupil zpět do služby a převzal velení nad divizí ve Lvově. V další rakousko-francouzské válce dostal roku 1809 úkol bránit Halič. Poté působil jako velitel divize na Moravě. Roku 1813 se již v hodnosti generála jezdectva stal velitelem II. armádního sboru. S ním se zúčastnil bitvy u Lipska, kde utrpěl zranění a dostal se do rukou Francouzů. Po propuštění zatával krátce funkci velícího generála pro Moravu a Slezsko. Ke konci života působil jako velvyslanec v Británii, zemřel v roce 1815.
V roce 1807 rezignoval na členství v Řádu německých rytířů a uzavřel sňatek s hraběnkou Marií Terezií z Ditrichštejna (1768–1822), která byla předtím nešťastně provdaná za Filipa Kinského (1741–1827, byli rozvedeni až v roce 1788).
Během své kariéry obdržel řadu ocenění v Rakousku i od zahraničních panovníků. V Rakousku byl c. k. komořím (1797), jako velvyslanec v Rusku obdržel titul c. k. tajného rady s nárokem na oslovení Excelence (1806). Po bitvě u Lipska získal ruský Řád sv. Anny (1813), dále byl nositelem sardinského Řád sv. Mořice a Lazara a v roce 1814 obdržel velkokříž Leopoldova řádu.